# Retskildefortolkning
Retskildefortolkning (omfatter bl.a. lovfortolkning og regelfortolkning) betegner fortolkning af en retskilde, så som lovbestemmelse. En dom kan blive genstand for domsfortolkning. I aftaleret kan en aftale kan blive genstand for aftalefortolkning. Der findes en række fortolkningsmetoder. Retskildefortolkning anvendes for at præcisere en regels betydning. Især dommere, Folketingets Ombudsmand og andre retsanvendere benytter sig af fortolkningsmetoder. Mens jurastuderende anvender retskildefortolkende metoder som del af domsanalyse eller domslæsning.
Nedenfor nævnes en række vigtige fortolkningsmetoder, men der findes endnu flere fortolkningsmetoder. Flere end blot én fortolkningsmetode kan anvendes samtidigt.
Angående lovfortolkning findes det synspunkt, at en lov altid skal fortolkes. Dette synspunkt fremgår også af Folketingets hjemmeside.

## Fortolkningsmetoder
Forklaringen af de forskellige fortolkningsmetoder tager især sigte på at fortolke (dvs. præcisere) en lovbestemmelse.
- Ordlydsfortolkning (kaldes også objektiv fortolkning)[17] − Her lægges vægten på tekstens (paragraffens) ordvalg og almindelige betydning; så denne fortolkningsmetode er ofte den mest banale, idet budskabet fremgår blot ved at læse loven.[18]

- Subjektiv fortolkning − Lovens budskab klarlægges ved at inddrage lovens forarbejder,[19] (også kaldet lovmotiver[20]) og/eller bemærkninger til lovforslaget for at finde frem til lovgivers intention med loven.[21] En betænkning kan også indgå i en subjektiv fortolkning.[22] Spørgsmål til fagministeren og dennes svar kan også indgå i subjektiv fortolkning.[18]

- Formålsfortolkning (også kaldet Teleologisk fortolkning)[23] − Afgørelsen træffes på baggrund af bestemmelsens formål,[24] og anvendes især af EU-Domstolen og EMD.[18] Det er værd at huske, at ikke alle love indeholder en formålsbestemmelse, men at en formålsbestemmelse kan indgå (typisk øverst) i loven.[25]
- Indskrænkende fortolkning − Her undlader man at anvende lovbestemmelsen i et tilfælde, hvor lovbestemmelsen ellers kan anvendes efter sin ordlyd.[26] Indskrænkende fortolkning anvendes, inden myndigheden træffer en bebyrdende afgørelse.[27] Indskrænkende fortolkning og snæver grundlovsfortolkning er nært beslægtede fortolkningsmetoder.[28] Endvidere er indskrænkende fortolkning og restriktiv fortolkning nært beslægtede fortolkningsmetoder.[29]

- Udvidet fortolkning (også kaldet analogislutning[30]) − Står i modsætning til indskrænkende fortolkning.[18] Udvidet fortolkning forekommer, når retsanvender anvender en lovbestemmelse i et tilfælde,[31] hvori lovbestemmelsen ikke efter sin ordlyd er tiltænkt at skulle anvendes.[32] Udvidet fortolkning anvendes, inden myndigheden træffer en begunstigende afgørelse.[27] Analogislutning anvendes i formueretlige sager.[33] Derimod gælder der “forbud mod analogi” i strafferet.[34]

- Modsætningsslutning[35][26] − Eksempel: Af retsplejeloven (lovbekendtgørelse nr. 1655 af 25. december 2022) § 70 følger det modsætningsvist, at en jurastuderende ikke er udelukket fra at domsmand.[36]

- Dynamisk fortolkning − Eksempel: Den Europæiske Menneskerettighedsdomstol (EMD) anvender dynamisk fortolkning af bestemmelserne i den Den Europæiske Menneskerettighedskonvention (EMRK) og tillægsprotokoller (TP).[37] Derved EMD tilpasser sine afgørelser til samfundets udvikling ved at indfortolke rettigheder;[38] selvom disse ikke var oprindeligt intenderet.[39]

- Præciserende fortolkning[40][41] − Tilstræber at afdække lovbestemmelsens mening.[26]
- Streng fortolkning af købeloven § 47 er forekommet i Højesterets retspraksis.[42]

Abstrakt fortolkning af en lovbestemmelse er en modsætning til konkret subsumption i en sag.
Fortolkningspraksis kan blive bindende for rekursorgan pga. lighedsgrundsætningen.
Der kan opstå fortolkningstvivl; og endda "høj grad af usikkerhed om det opnåede fortolkningsresultat."
Der er også muligt at foretage fortolkningsændring af en retlig regel.

## Grundlovsfortolkning
Jurister diskuterer, om grundlovsfortolkning adskiller sig fra fortolkning af andre love.
Til grundlovsfortolkende momenter hører: Bestemmelsens ordlyd og formål samt Grundlovens forarbejder, foruden såvel lovgivningsmagtens praksis som domstoles retspraksis.
- Snæver fortolkning − minder om en kombination af en ordlydsfortolkning og en indskrænkende fortolkning.[49]
- Bredere fortolkning − synes at inddrage andre bestemmelser og regler for at udlede sammenhæng mellem forskellige bestemmelser.[50][51]

Emner for grundlovsfortolkning
Grundlovsfortolkning retter sig især mod enkelte ord i Grundloven, så som kongen, der ofte blot betyder regeringen (§ 3, 2. pkt.) eller statsoverhovedet (§ 6) eller kongefamilien (§ 13). Det faktum, at kongen efter en række grundlovsbestemmelsers ordlyd har meget magt, harmonerer dårligt med § 2. 1. pkt.
Tilsvarende er ordet ukrænkelig i rettighederne (§§ 71-73) blevet genstand for diskussioner. For er der tale om en "Programerklæring eller selvstændig retlig bestemmelse"?
På trods af ordlyden i § 77, 2. pkt. om "Censur og andre forebyggende forholdsregler kan ingensinde påny indføres", så kan denne bestemmelse ændres efter reglerne for grundlovsændring i § 88.
Endvidere findes retssædvaner, der er i strid med Grundlovens ordlyd; for praksis ændrer reelt Grundloven. Det gælder især Folketingets Finansudvalgs kompetence, der næppe er i overensstemmelse med ordlyden i § 46, stk. 2.
Udnævnelse af ministre er i praksis meget anderledes end ordlyden i § 14.
Disse emner viser, at Grundloven ikke altid bliver taget bogstaveligt og næppe heller skal tages bogstaveligt.

## Domsfortolkning mv.
- I U.1971.830 H fortolkede Højesteret landsrettens dom.[61]
- I U.1975.379 H fortolkede Højesteret en bekendtgørelse.[62]
- EMD anvender dynamisk fortolkning af menneskerettighederne i EMRK.[63]
- Der forekommer fortolkning af rettigheder i EU's Charter om Grundlæggende Rettigheder;[64] især af artikel 54 om misbrug af rettigheder.[65]

## Fortolkning af international traktat eller Den Europæiske Menneskerettighedsdomstols retspraksis
Fortolkning af en folkeretlig international traktat sker efter enten fortolkningsreglen eller formodningsreglen eller instruktionsreglen. Én af disse tre regler kan også anvendes ved fortolkning af Den Europæiske Menneskerettighedsdomstols dom.
- Fortolkningsreglen − siger, at retsanvender bør vælge den fortolkning af national retskilde, som stemmer bedst med den internationale traktat.[68]

- Formodningsreglen − tilsiger, at retsanvender kan formode, at lovgiver ikke har haft den intention at overtræde den internationale traktat.[69] Men hvis det fremgår af lovens forarbejder, at lovgivers intention er, at loven skal anvendes i strid med international traktat, så kan formodningsreglen ikke anvendes.

- Instruktionsreglen − formulerer, at retsanvenders forvaltningsretlige skøn skal udøves i overensstemmelse med den internationale traktat.[70]

Endelig skal menneskerettigheder også fortolkes.

## Pligt til at fortolke EU-konformt
EU-konform fortolkning vil sige, at nationale love og andre retskilder skal fortolkes i overensstemmelse med EU's retsakter.
Danmarks domstole og andre retsanvendere har pligt til at fortolke nationale love EU-konformt. Men der er dog en nævneværdig undtagelse: Ajos-dommen, hvormed Højesteret afviste den EU-konforme fortolkning; i Ajos-sagen dømte Højesteret efter dansk funktionærlov, ikke efter EU's retsakt.
Pligten til EU-konform fortolkning udledes af princippet om EU-rettens forrang over national ret. EU-rettens forrang udledes af EU-Domstolens dom af 15. juli 1964 — Flaminio Costa mod ENEL.

## Aftalefortolkning
En aftale er en retskilde; hvilket især gælder for privatretlige dispositioner. Fortolkning af en aftale sker dels efter koncipistreglen og dels efter udfyldningsreglen.

## Supplementer til retskildefortolkning
Domsanalyse (også kaldet domslæsning eller domsforståelse) anvender hovedsageligt de samme fortolkningsmetoder, som lovfortolkning.
Andre metoder anvendes både i forvaltningsret og i kontraktret som supplement til kontraktfortolkning.
Den forvaltningsretlige udfyldning af en uklar lovbestemmelse og det forvaltningsretlige skøn supplerer ordlydsfortolkning og subjektiv fortolkning.

### Udfyldning
Foruden ovennævnte fortolkningsmetoder anvender forvaltningsret typisk objektiv fortolkning (af lovens ordlyd) og subjektiv fortolkning af lovens motiver (forarbejder, bemærkning, betænkning mv.) samt udfyldning af en uklar retsregel, der er tom, eller vag eller elastisk. Denne type supplement til lovfortolkning kan betegnes lovudfyldning. Supplerende udfyldning anvendes også i kontraktret.

#### Det kan være overladt at fastsætte nærmere retningslinjer
Det kan forekomme, at lovgiver har overladt det til en lokal myndighed at fastsætte “nærmere retningslinjer”.

### (Pligtmæssigt) skøn
Endvidere findes det forvaltningsretlige skøn, som kan være pligtmæssigt. Som hovedregel gælder et forbud mod at sætte skøn under regel; men det er tilladt at skønne efter interne retningslinjer. Hvad angår EMRK artikel 8 om ret til respekt for privatliv og familieliv har de nationale myndigheder mulighed for at udøve skøn.

### Afvejningsregler og prioriteringsregler
Disse regler kan have betydning for, hvilke hensyn og andre kriterier, der indgår i en afvejning og med hvilken vægtning. I dommen U.1999.1798 H anvendes afvejning mellem forskellige modstående hensyn.

### Rimelighed
Rimelighed kan indgå i retsanvenderens supplement til retskildefortolkning; se fx dommen U.20181441 H.